# Felipe Neto
Pour les articles homonymes, voir Neto.
Felipe Neto Rodrigues Vieira, né le 21 janvier 1988, est un manager, vlogger, acteur, comédien et écrivain brésilien-portugais. 
Il est un YouTuber bien connu au Brésil avec plus de 47,3 millions d'abonnés. Actuellement, ses vidéos se concentrent sur le divertissement général.

## Biographie
Felipe Neto est né le 21 janvier 1988 à Rio de Janeiro d'un père brésilien et d'une mère portugaise. Il a la double nationalité brésilienne et portugaise[réf. nécessaire].
Felipe est le fondateur de Paramaker, une entreprise de réseau à l'intérieur de YouTube, qui possède des chaînes comme Parafernalha et IGN Brasil Network, gérant environ 5 000 chaînes, dans le but de professionnaliser le marché de la vidéo en ligne au Brésil. Il a vendu l'entreprise en 2015 pour se concentrer sur sa chaîne YouTube,.
Felipe s'est également engagé dans d'autres activités commerciales. Avec son frère, ils créent « Neto's », un kiosque alimentaire qui vendait des « coxinhas », un aliment brésilien populaire. Les frères ont mis fin au projet après que Felipe soit devenu végétalien. En 2020, il figurait sur la liste du Time ' 100 personnes les plus influentes au monde .